# Élections législatives de 1988 en Guyane
Les élections législatives françaises de 1988 se déroulent les 5 et 12 juin. Dans le département de la Guyane, deux députés sont à élire dans le cadre de deux circonscriptions.

## Élus
| Circonscription | Député sortant        | Parti                 | Parti                 | Député élu ou réélu | Parti | Parti         |
| --------------- | --------------------- | --------------------- | --------------------- | ------------------- | ----- | ------------- |
| 1re             | Scrutin proportionnel | Scrutin proportionnel | Scrutin proportionnel | Élie Castor         |       | PSG           |
| 2e              | Scrutin proportionnel | Scrutin proportionnel | Scrutin proportionnel | Léon Bertrand       |       | Divers droite |

## Positionnement des partis
Le RPR se présente unis sous l'étiquette « Union du Rassemblement et du Centre » tandis que les candidats du Parti socialiste guyanais se rangent sous la bannière de la « Majorité présidentielle pour la France unie », slogan de la campagne présidentielle de François Mitterrand.

## Résultats

### Résultats à l'échelle du département
| Parti          | Parti                               | Premier tour | Premier tour | Second tour | Second tour | Sièges |
| Parti          | Parti                               | Voix         | %            | Voix        | %           | Sièges |
| -------------- | ----------------------------------- | ------------ | ------------ | ----------- | ----------- | ------ |
|                | Parti socialiste guyanais           | 8 077        | 56,81        | 4 902       | 48,58       | 1      |
|                | La France unie                      | 8 077        | 56,81        | 4 902       | 48,58       | 1      |
|                |                                     |              |              |             |             |        |
|                | Rassemblement pour la République    | 3 433        | 24,15        |             |             | 0      |
|                | Divers droite                       | 2 564        | 18,03        | 5 188       | 51,42       | 1      |
|                | Union du Rassemblement et du Centre | 5 997        | 42,18        | 5 188       | 51,42       | 1      |
|                |                                     |              |              |             |             |        |
|                | Régionaliste                        | 143          | 1,01         |             |             | 0      |
|                |                                     |              |              |             |             |        |
| Inscrits       | Inscrits                            | 30 233       | 100,00       | 15 142      | 100,00      | 2      |
| Abstentions    | Abstentions                         | 15 340       | 50,74        | 4 848       | 32,02       |        |
| Votants        | Votants                             | 14 893       | 49,26        | 10 294      | 67,98       |        |
| Blancs et nuls | Blancs et nuls                      | 676          | 4,54         | 204         | 1,98        |        |
| Exprimés       | Exprimés                            | 14 217       | 95,46        | 10 090      | 98,02       |        |

### Résultats par circonscription

#### Première circonscription (Cayenne)
|                | Élie Castor sortant réélu | PSG            | 4 354  | 71,9   |  |  |  |
|                | Flore Peyraud             | RPR (URC)      | 1 559  | 25,74  |  |  |  |
|                | Michel Kapel              | Régionaliste   | 143    | 2,36   |  |  |  |
|                |                           |                |        |        |  |  |  |
| Inscrits       | Inscrits                  | Inscrits       | 15 089 | 100,00 |  |  |  |
| Abstentions    | Abstentions               | Abstentions    | 8 667  | 57,44  |  |  |  |
| Votants        | Votants                   | Votants        | 6 422  | 42,56  |  |  |  |
| Blancs et nuls | Blancs et nuls            | Blancs et nuls | 366    | 5,7    |  |  |  |
| Exprimés       | Exprimés                  | Exprimés       | 6 056  | 94,3   |  |  |  |

#### Deuxième circonscription (Saint-Laurent-du-Maroni)
| Candidat       | Candidat             | Parti          | Premier tour | Premier tour | Second tour | Second tour |  |
| Candidat       | Candidat             | Parti          | Voix         | %            | Voix        | %           |  |
| -------------- | -------------------- | -------------- | ------------ | ------------ | ----------- | ----------- |  |
|                | Étienne Yves Barrat  | PSG            | 3 723        | 45,62        | 4 902       | 48,58       |  |
|                | Léon Bertrand élu    | Divers droite  | 2 564        | 31,42        | 5 188       | 51,42       |  |
|                | Paulin Bruné sortant | RPR (URC)      | 1 874        | 22,96        |             |             |  |
|                |                      |                |              |              |             |             |  |
| Inscrits       | Inscrits             | Inscrits       | 15 144       | 100,00       | 15 142      | 100,00      |  |
| Abstentions    | Abstentions          | Abstentions    | 6 673        | 44,06        | 4 848       | 32,02       |  |
| Votants        | Votants              | Votants        | 8 471        | 55,94        | 10 294      | 67,98       |  |
| Blancs et nuls | Blancs et nuls       | Blancs et nuls | 310          | 3,66         | 204         | 1,98        |  |
| Exprimés       | Exprimés             | Exprimés       | 8 161        | 96,34        | 10 090      | 98,02       |  |